# المهر الأحمر
المهر الأحمر (بالإنجليزية: The Red Pony) رواية قصيرة من تأليف الكاتب الأمريكي جون ستاينبيك في عام 1933. نُشرت الفصول الثلاثة الأولى في المجلات من عام 1933وحتى 1936، ونُشر الكتاب الكامل في عام 1937 من قبل كوفيسي فريد. القصص في الكتاب هي حكايات عن صبي يدعى جودي تيفلين. يحتوي الكتاب على أربع قصص مختلفة عن جودي وحياته في مزرعة والده في كاليفورنيا. جودي الذي يمتلك أحلامًا صغيرة يشاركها مع المهر الأحمر ثم الفرس نيللي. ويتطلع في أحلامه إلى استكشاف ما خلف الجبال التي تغطي الأفق، مدفوعًا بتأثره بقصص جده عن بطولات الهنود والسهل والساحل. تشمل الشخصيات الرئيسية الأخرى كارل تيفلين -والد جودي؛ بيلي باك -خبير في الخيول ويد عاملة في المزرعة؛ السيدة تيفلين -والدة جودي؛ جد جودي -والد السيدة تيفلين، الذي يمتلك تاريخًا في عبور مسلك أوريغون، ويتمتع برواية قصص عن تجاربه؛ وجيتانو -رجل عجوز يرغب في الموت في مزرعة تيفلين. تعتبر قصة المهر الأحمر إحدى قصص سلسلة الوادي الطويل (The Long Valley) التي يصور من خلالها ستاينبيك الحياة الريفية والجبال والأودية، يتجول ستاينبيك ويسعى فيها لإشغال الحواس وجعلها متيقظة للمكان الذي تحدث فيه الحكاية. إلى جانب هذه القصص، هناك قصة قصيرة (مأخوذة من أحد أعمال ستاينبيك السابقة، مراعي الفردوس) في نهاية الكتاب ذو العنوان «جونيوس مالتبي». ومع ذلك، تم حذف هذه القصة الأخيرة في الطبعة التي نشرتها كتب البطريق.

## الشخصيات
- جودي تيفلين: بطل الرواية الشاب لـ المهر الأحمر بريء ومتفاني ومهذب. «كان صبيًا صغيرًا، عمره عشر سنوات، وشعره مثل العشب الأصفر المغبر، ذو عينين رماديتين مهذبة خجولة، ومع فم يعمل عندما كان يفكر». إنه ابن كارل تيفلين ويتعلم تدريب الخيول من بيلي باك الذي كان قدوة له.[2]
- بيلي باك: بيلي باك هو رجل في منتصف العمر خبير في الخيول. وهو يعمل لدى عائلة تيفلين كمساعد في الإسطبل. «لقد كان رجلًا عريضًا متقوّس الساقين وله شارب كبير يغطي فمه ... يظهر الحزام ... الزيادة التدريجية في وسط بيلي على مدى سنوات.» بيلي باك يُعلّم جودي كل ما يمكن معرفته عن رعاية الخيول.[3]
- كارل تيفلين: كارل تيفلين هو والد جودي. يحب النظام ولن يقبل شيئًا أقل من مزرعة محترمة. «جاء والد جودي الصارم طويل القامة في ذلك الوقت.» هو صارم على جودي، ولكن يمتلك لمسة حانية.[4]
- جيتانو: جيتانو رجل مسن اعتاد العيش بالقرب من مزرعة عائلة جودي. يلتقي هو وجودي أمام المزرعة، وجودي «[يركض] إلى المنزل طلبًا للمساعدة». ويعود مع والدته. تسأل والدته جيتانو ماذا كان يريد من المزرعة. يجيب: «سأبقى هنا ... حتى أموت». جيتانو ليس قادرًا على العمل مثل المزارعين الصغار، لكنه «رجل هزيل، ومستقيم للغاية عند الكتفين».[5]
- الجد: والد السيدة تيفلين، رجل عجوز يعيش على شاطئ البحر ويحب أن يروي قصصًا قديمة وحكايات طويلة عن أيامه القديمة، عندما قاد بجرأة قطار عربة من المستوطنين في مختلف أنحاء القارة.[6]

## الحبكة

### الفصل 1 -الهدية
يبدأ الكتاب عندما يعطي كارل تيفلين ابنه جودي مهرًا أحمر. بسعادة غامرة، يوافق جودي سريعًا على جميع الشروط التي يضعها والده على الهدية (لإطعام المهر، لتنظيف اسطبله، إلخ). شعر جودي بالرعب من روعة المهر لدرجة أنه قرر تسميته جابيلان، على اسم جبال جابيلان المعشبة والمليئة بأشجار البلوط التي تحيط بمزرعة وادي ساليناس. بعد عدة أسابيع من التدريب والتعرف على جابيلان، أخبر الوالد جودي أنه سيُسمح له بركوب الخيل بحلول عيد الشكر. على الرغم من أن يد المزرعة بيلي باك يؤكد له أنه لن يكون هناك أمطار، إلا أن المهر يقع في أمطار غزيرة ويصاب بما يبدو أنه نزلة برد بعد تركه في الحظيرة. يحاول بيلي علاج الحصان من مرضه دون جدوى، ويُشخص المرض أخيرًا على أنه الداء الخانق (حمى الخيل)، ويضع كيسًا مبللًا مُبخرًا فوق أنف المهر ويكلف جودي بمراقبة المهر. في الليل، ينعس جودي على الرغم من قلقه المستمر ويغط في النوم وينسى باب الحظيرة المفتوح. بحلول الوقت الذي يستيقظ فيه، كان المهر قد خرج من الحظيرة. عندما يصل بيلي، يرى أنه من الضروري شق فتحة في القصبة الهوائية للحصان حتى يتمكن من التنفس. يبقى جودي بجانبه، ماسحًا المخاط الذي يسد القصبة الهوائية باستمرار.بعد استغراقه في النوم، يحلم جودي برياح قوية بشكل متزايد ويستيقظ ليرى أن المهر قد اختفى مرة أخرى. مُلاحقًا أثر المهر يلاحظ بعد ذلك سحابة من الصقور الحوامة تدور فوق مكان قريب. غير قادر على الوصول إلى الحصان في الوقت المناسب، يصل بينما صقر يأكل عين الحصان. في غضبه، يتصارع جودي مع الطائر ويضربه مرارًا وتكرارًا، ولا يتوقف حتى يتم سحبه من قِبل بيلي باك ووالده، على الرغم من أن الطائر قد توفي منذ فترة طويلة. تتناول القصة بشكل عام الأفكار المتعلقة قابلية الخطأ عند البالغين والدخول إلى سن النضج، وحتمية الموت لجميع الكائنات الحية.
نُشر «الهدية» لأول مرة في عدد نوفمبر 1933 من مجلة أمريكان ريفيو.

### الفصل الثاني – الجبال العظيمة
يشعر جودي بالملل. ينظر إلى الجبال العظيمة ويتمنى لو كان بإمكانه استكشافها. فجأة، يظهر رجل مكسيكي مسن يُدعى جيتانو، ويدّعي أنه وُلد في المزرعة. يطلب جيتانو أن يُسمح له بالبقاء فيها حتى وفاته. يرفض كارل تيفلين طلبه، لكنه يسمح له بقضاء الليلة، مشيرًا إلى أن الرجل العجوز يشبه حصانه العجوز عديم الفائدة، إيستر.في تلك الليلة، يزور جودي جيتانو سرًا. يجده يلمّع سيفه القديم. يسأله جودي إن كان قد زار الجبال العظيمة، فيجيبه جيتانو بالإيجاب، لكنه لا يتذكر الكثير. في الصباح التالي، يختفي جيتانو، وكذلك الحصان إيستر. يفتش جودي أمتعة الرجل العجوز، لكنه يشعر بخيبة أمل لعدم عثوره على أثر للسيف الحاد. يُبلغ أحد الجيران عن رؤيته لجيـتانو وهو يمتطي الحصان المفقود متجهًا نحو الجبال وهو يحمل شيئًا في يده. يفترض الكبار أن ما يحمله هو بندقية، لكن جودي، على ما يبدو، يعلم أنه السيف. يتساءل والد جودي عن سبب ذهاب الرجل إلى الجبال، ويمزح قائلاً إنه وفّر عليه عناء دفن الحصان العجوز.تنتهي القصة وجودي مفعم بالشوق والحزن، مفكرًا في الرجل العجوز، والسيف، والجبال.نُشرت قصة "الجبال العظيمة" لأول مرة في عدد ديسمبر 1933 من مجلة North American Review.

### الفصل الثالث – الوعد
يرى كارل تيفلين أن الوقت قد حان ليكتسب جودي مزيدًا من المسؤولية، فيرتب له أن يأخذ الفرس "نيلي" ليتم تلقيحها في مزرعة الجيران. كانت أجرة الفحل خمسة دولارات، ويعمل جودي بجد طوال الصيف ليسدد الدين الذي رتبه والده عليه. بعد بضعة أشهر، يؤكد بيلي باك أن نيلي حامل.بينما يعتني جودي وبيلي بالفرس، يخبره بيلي أن والدته ماتت أثناء ولادته، وأنه تربى على حليب الفرسات، ولهذا يُقال إنه بارع في التعامل مع الخيول. كثيرًا ما يحلم جودي بالمهر القادم. يشرح بيلي أن الفرسات أكثر هشاشة من الأبقار، وفي بعض الأحيان يجب تقطيع المهر لإنقاذ حياة الفرسة، وهو ما يقلق جودي، الذي يتذكر مهـره السابق "غابيلان" الذي مات بسبب مرض خناق الخيل، وفشل بيلي آنذاك في علاجه. يخشى جودي أن يتكرر الأمر مع نيلي، بينما يقسم بيلي على ألا يفشل مجددًا، مدفوعًا برغبته في إنقاذ المهر ولكبريائه الشخصي.
في إحدى الليالي، يستيقظ جودي وسط الكوابيس التي تصور له كل ما قد يحدث بشكل خاطئ لنيلي. يرتدي ملابسه ويتسلل إلى الحظيرة ليطمئن عليها. يلاحظ أنها تتألم وتتمايل دون أن تلتفت إليه. قبل أن يعود للنوم، يركض بيلي ويخبر الجميع أن نيلي على وشك الولادة. يركع بيلي بجانبها ويكتشف أن الوضع "خاطئ" ولا يمكنه "تدوير المهر". يأمر جودي بأن يدير وجهه، ثم يضرب رأس نيلي ليُخدرها ويجري لها عملية قيصرية ليُخرج المهر الذي وعد به جودي.يطلب بيلي من جودي مساعدته في العناية بالمهر، فيذهب جودي إلى البيت، لكنه لا يستطيع محو صورة نيلي والمهر الملطخ بالدماء من ذهنه.نُشرت قصة "الوعد" لأول مرة في عدد أكتوبر 1937 من مجلة Harper’s Monthly.

### الفصل الرابع – زعيم القوم
يزور جد جودي العائلة. يتذمر كارل تيفلين من أن والد زوجته لا يكفّ عن تكرار حكاياته حول قيادته لقافلة عبر السهول. لكن السيدة تيفلين وبيلي يعتقدان أنه من حقه أن يحكي عن مغامراته، أما جودي فيفرح بتلك القصص مهما تكررت.في صباح اليوم التالي لوصوله، ينتقد كارل تيفلين الجد قائلاً على مائدة الإفطار: "لماذا لا ينسى الأمر الآن وقد انتهى؟... لقد عبر السهول. حسنًا! لقد انتهى. لا أحد يرغب في سماعه يكرر ذلك دائمًا." وفي تلك اللحظة، يدخل الجد الغرفة.يصاب الجد بالحزن بعد ذلك. يعترف بأن قصصه قد تكون مملة، لكنه يوضح قائلاً:"أحكي تلك القصص، لكنها ليست ما أريد قوله. "يحاول جودي أن يواسي جده الحزين والمُتعب، ويخبره بأنه يرغب في أن يصبح قائدًا مثله. تنتهي القصة بجودي وهو يُعد ليموناضة لجده، وقد سمحت له والدته بذلك بعدما أدركت أن دافعه كان التعاطف الحقيقي، وليس الطمع في مكافأة.نُشرت قصة "زعيم القوم" لأول مرة في عدد أغسطس 1936 من مجلة Argosy.

## المواضيع
تتناول رواية المهر الأحمر مجموعة من الموضوعات الوجودية التي تتقاطع فيها البراءة مع الألم، والخيال مع الواقع، والطموح مع حدود القدر. يشكّل النضج المحور المركزي في تجربة جودي، حيث يتحوّل المهر الأحمر من كائن يحفّز الحلم إلى رمزٍ لفقدانه. من خلال موت المهر، يكتشف جودي أن الحب والرعاية لا يكفيان دائمًا لحماية من نحب، وأن هناك حدودًا للسيطرة حتى في عالم الكبار الذين يراهم قدوة. هكذا يتصدّع النموذج المثالي للبالغين، وتتكشف أمام الطفل هشاشتهم، خاصة في شخصية بيلي باك، الذي يفشل في إنقاذ الحصان رغم خبرته.
كما تستكشف الرواية موضوع الموت بوصفه تجربة كاشفة، لا مجرد حدث بيولوجي. فموت المهر لا ينهي فقط مرحلة في حياة جودي، بل يفتح عينيه على هشاشة الحياة، وصمت الطبيعة، ووحشية الفقد. ولأن الرواية لا تُقدّم إجابات مباشرة، بل تضع القارئ في تماس مع الحيرة، فإنها تعكس كذلك الوعي الأخلاقي المتنامي لدى الطفل، خاصة في موقفه من الصقر الذي يهاجم جثة المهر، حيث يتولد عنده غضب لا يمكن تبريره بسهولة.
وتقترن هذه المواضيع ببنية سردية تعتمد على الزمن الدوري للطبيعة، حيث تتكرر الخسائر وتُستعاد الآمال، ما يجعل الرواية أيضًا تأملاً في دورة الحياة الريفية وقوانينها القاسية. وقد أشار العديد من النقاد إلى أن ستاينبيك استخدم جودي كمرآة حساسة لرصد علاقة الإنسان بالعالم الطبيعي، وكاشفًا بذلك عن موقع الطفل في بنية السلطة والعاطفة.

## التلقي النقدي
منذ صدورها، حظيت رواية المهر الأحمر بتقدير واسع من النقاد والأكاديميين، لما تنطوي عليه من حساسية أسلوبية وبراعة في تحويل الطفولة إلى لحظة فلسفية عميقة. أُشيد بأسلوب ستاينبيك التأملي وبتكثيفه للمشاعر في مشاهد قليلة الكلمات، لكنها مشحونة بالمعنى. وصفها جاكسون بينسون بأنها "دراسة مصغرة للبراءة وهي تُنتزع من روح طفل"، بينما اعتبرتها سوزان شيلينغلو في دراستها أنها "مفارقة سردية بين الخيال الطفولي والواقع القاسي الذي لا يرحم".
كما أشار روبرت ديماسيو إلى أن الرواية ترسم "أسطورة الحصان" بوصفها استعارة للحياة والموت، وتحول العلاقة بين جودي والمهر إلى إطار لقراءة الأخلاق الريفية الأميركية.
ورأى بعض النقاد أن الرواية تقف على مفترق طريق في مسيرة ستاينبيك: من جهة، تكشف عن حسه الإنساني المبكر في تأمل المعاناة والتغيير؛ ومن جهة أخرى، تُعد تمهيدًا لأعماله اللاحقة التي ستتناول مصائر أكثر تعقيدًا، مثل عناقيد الغضب وفئران ورجال. كما استخدمها التربويون بوصفها مادة مثالية لتدريس مفاهيم الانتقال من الطفولة إلى النضج، والرمزية في الأدب الأميركي.

## التأثير والاقتباسات
في صيف عام 1947، قام لويس ميلستون بإنتاج وإخراج فيلم سينمائي بعنوان "المهر الأحمر" لصالح ريببلك بيكتشرز، وقد صُوّر بتقنية تكنيكولور. شارك في بطولته كل من ميرنا لوي وروبرت ميتشوم والممثل الطفل بيتر مايلز. تولّى آرون كوبلاند تأليف الموسيقى التصويرية للفيلم، كما أعدّ منها متتالية أوركسترالية. قام كوبلاند بتسجيل هذه الموسيقى لصالح Columbia Records في لندن عام 1975. وقد صدر الفيلم رسميًا في عام 1949.أثّرت المهر الأحمر في القراء والكتاب على حد سواء، لما فيها من صدق وجداني في التعبير عن تجربة الطفولة ومواجهة الحزن الأول. تُعدّ من أكثر أعمال ستاينبيك التي اقتُبست في الوسائط السمعية البصرية، وخصوصًا في فيلم تلفزيوني صدر عام 1973 من إنتاج شبكة NBC، من بطولة هنري فوندا ومو كينيدي، وإخراج روبرت توتروف. أُشيد بالفيلم لأمانته في تمثيل أجواء الرواية، وخاصة مشاهد الحصان والموت، ولأدائه التمثيلي الدقيق الذي حافظ على التوتر النفسي في شخصية جودي.كما استُخدمت الرواية في عروض مسرحية مدرسية ومسرحيات أطفال، وشكلت مادة لعدة اقتباسات إذاعية وإذاعية موجهة للأطفال، نظراً لما تتمتع به من بساطة رمزية وعمق وجداني.

## في الثقافة
يُدرّس المهر الأحمر ضمن مقررات الأدب الأمريكي، لا سيما في المدارس الثانوية والجامعات التي تسعى إلى تناول موضوعات النضج والهوية والفقد من خلال الأدب. وهو من الأعمال التي تستفيد من وجهة نظر الطفل في كشف التحولات النفسية والاجتماعية، إذ يستخدم ستاينبيك صوت الراوي المحدود كي يرى العالم من منظور بريء يتحطم تدريجيًا.
وقد ألهمت الرواية العديد من الدراسات النفسية والتربوية حول أثر الفقد المبكر في تشكيل الوعي، وتُستخدم كمادة مرجعية في تحليلات أدب رواية التشكيل (أدب التكوين والنمو الشخصي).